# David Felix
 (juin 2017).
Si vous disposez d'ouvrages ou d'articles de référence ou si vous connaissez des sites web de qualité traitant du thème abordé ici, merci de compléter l'article en donnant les références utiles à sa vérifiabilité et en les liant à la section « Notes et références ».
David Felix est un karatéka français, né le 18 mars 1971 à Paris.
Il a été vainqueur des Championnats du monde de karaté 1998 de Rio de Janeiro, dans la catégorie des moins de 75 kg en individuel. Il détient également six titres de champion de France et est multiple champion d’Europe dans sa discipline.

## Biographie

### Carrière sportive
David Felix débute le karaté à l’âge de 17 ans. Après seulement quelques mois de pratique, il remporte sa première compétition le 18 mars 1988, anniversaire de ses 18 ans. Il obtient une médaille de bronze dès sa première participation aux Championnats de France de karaté.
Par la suite, il s’inscrit au SIK sous la direction de Serge Chouraqui, 9e dan et expert fédéral. En 1997, il remporte la Coupe de France de karaté et empoche dans la foulée le titre de champion de France face à Michaël Braun. Sélectionné pour les Championnats du monde de karaté 1998 à Rio au Brésil, il décroche le titre de champion du monde, dix ans après ses débuts.
Il défend ce titre deux ans plus tard, en 2000, lors des Championnats du monde de karaté 2000 à Munich en Allemagne. Il termine à la 3e place en individuel et obtient la 1re place en équipe aux côtés de Seydina Baldé, Alexandre Biamonti, Yann Baillon, Olivier Beaudry, Robert Gomis et Belhassen.
Avec six titres de champion de France, le multiple champion d’Europe et vainqueur des Jeux mondiaux, est contraint d’arrêter sa carrière à la suite d’une blessure (Décollement de rétine) en 2004.

### Carrière extra sportive
Sa carrière terminée, David Felix fonde un club avec Jamal Belmir (à l’époque membre du collectif France) et Seydina Baldé ancien membre de l’équipe de France et champion devenu acteur. Dans un garage réhabilité à Chaville, ils dispensent des cours de karaté. Par la suite, ils développent leur activité pour donner des cours également dans la ville de Boulogne-Billancourt.
Il intervient régulièrement dans la présentation et l’animation de nombreux événements sportifs tels que des galas d’arts martiaux, rencontres de boxe, etc.
David Felix est consultant pour la chaîne BeIN Sports auprès de Vincent Parisi et couvre les grands Championnats de karaté.
Durant les Jeux olympiques 2020 à Tokyo, il est consultant pour France Télévisions et commente les épreuves de karaté avec Rodolphe Gaudin.